# First Hawaiian Center
First Hawaiian Center ([ˈfɝːst həˈwaɪən ˈsent̬ɚ], рус. Первый гавайский центр) — офисный небоскрёб в городе Гонолулу (штат Гавайи, США). Самое высокое здание штата с 1996 года по настоящее время.

## Описание
До начала 1990-х годов в Гонолулу действовал запрет на возведение зданий высотой более 106,7 метров, однако потом эта цифра была изменена на 137,2 метров. Застройщик хотел построить небоскрёб максимально разрешённой высоты, но в итоге было принято решение остановиться на высоте в 130,8 метров.
Три этажа небоскрёба занимает Музей современного искусства. Банк, которому принадлежит здание, является крупнейшим и старейшим в штате (работает с 1858 года).
Основные характеристики
- Строительство: с 1993 по 1996 год (торжественное открытие состоялось 18 октября 1996 года)
- Высота: 130,8 м
- Этажей: 30 + 5 подземных
- Лифтов: 10
- Площадь помещений: 60 000 м²
- Парковочных мест: 750
- Стоимость строительства: 95 млн долларов
- Архитектор: Kohn Pedersen Fox[англ.]
- Владелец: Первый гавайский банк[англ.]

## Ссылки

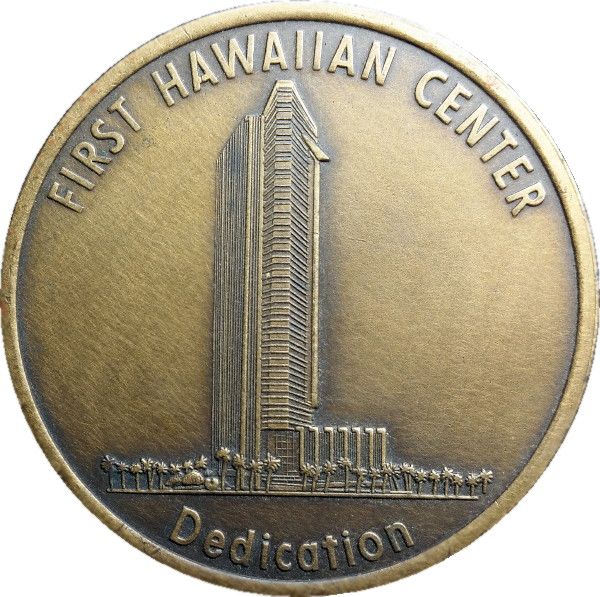
Памятная медаль, выпущенная Первым гавайским банком к торжественному открытию небоскрёба. Аверс…
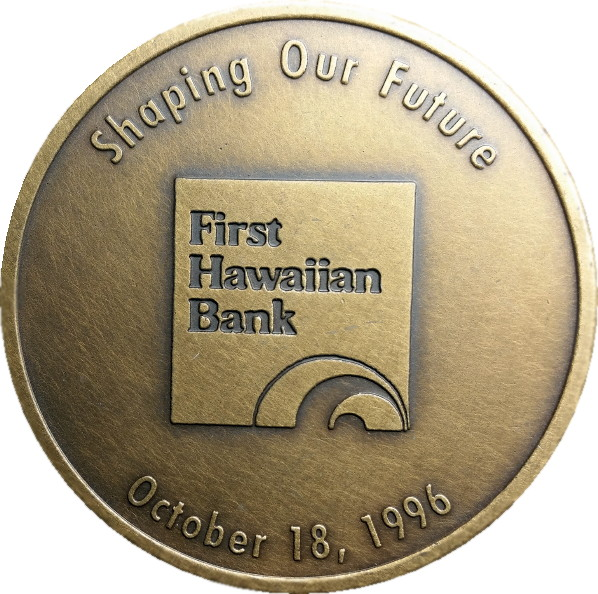
… и реверс.